# 분광광도법

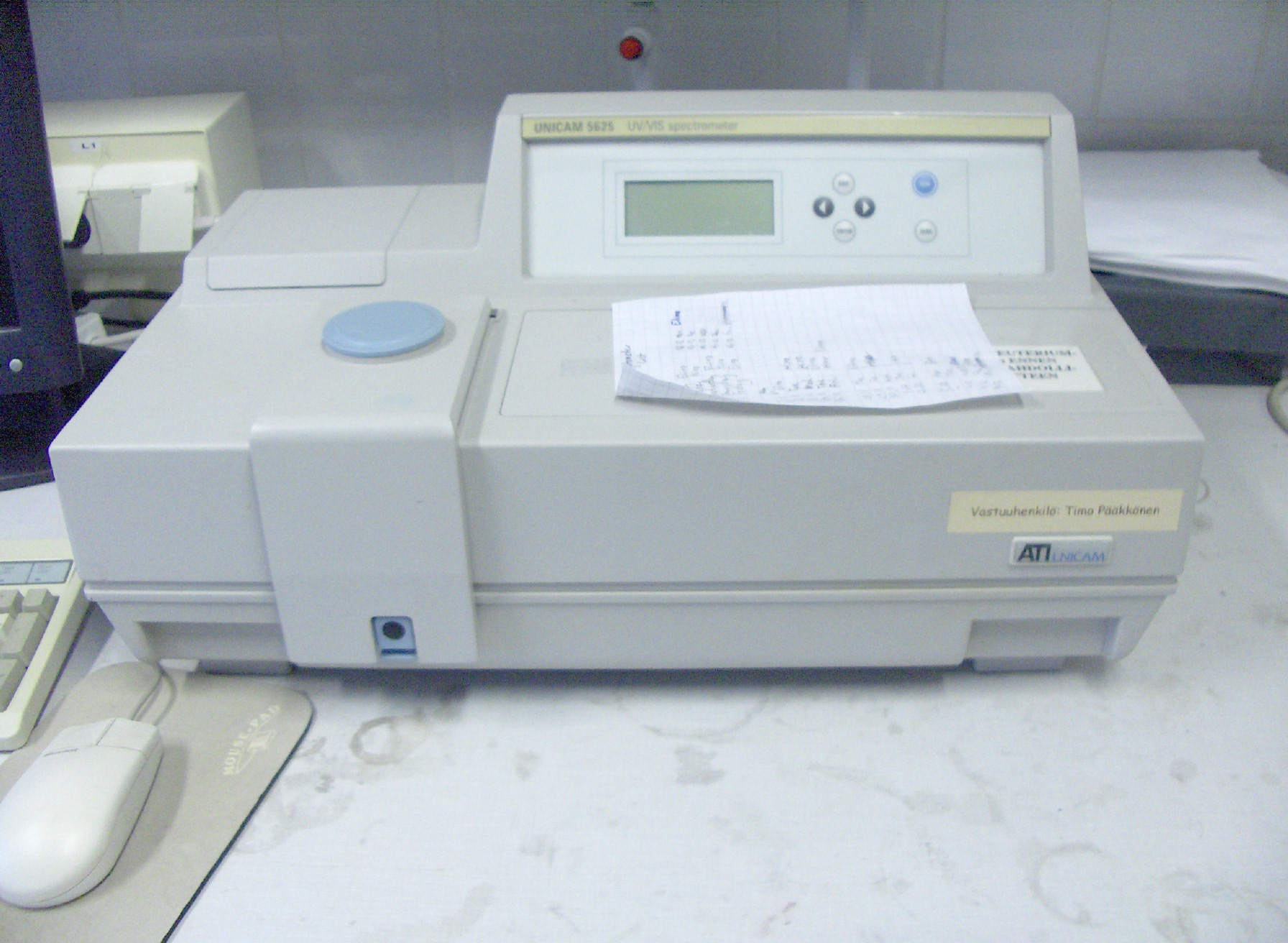
분광광도계

분광광도법(分光光度法, Spectrophotometry)은 물리학에서 전자 스펙트럼에 대한 정량적 연구 방법이다. 분광법보다 적용 범위가 좁으며, 가시광선과 근자외선, 근적외선을 대상으로 한다.

## 개요
측정 장치로 분광광도계(分光光度計, spectrophotometer)를 사용한다
일반적으로 빛(백색광)이 물체에 닿으면 그 빛은 물체의 표면에서 반사되거나 물체의 표면에서 조금 내부로 들어간 후 반사, 또는 물체에 흡수되거나 물체를 통과하는 빛으로 나누어지는데 물체에 의하여 흡수되는 빛의 양은 그 농도에 따라 다르다. 그러므로 이와 같은 빛의 흡수현상을 이용하면 시료용액 중의 빛을 흡수하는 화학물질의 양을 정량할 수 있다. 이를 시료용액, 또는 적당한 시약을 넣어 발색시킨 용액의 흡광도법이라고 하는데 주로 자외선(ultraviolet, 180~320nm) 및 가시광선 (visible, 320~800nm) 영역에서 빛의 흡수를 이용한다. 적외선 흡수 분광법은 화학 분자의 작용기에 대한 특성적인 스펙트럼을 비교적 쉽게 얻을 수 있으며, 광학이성질체를 제외한 물질들의 스펙트럼이 다르므로 분자의 구조를 확인하는데 필요한 정보를 제공하여 준다. 따라서 적외선 흡수 분광법은 무기 및 유기화학은 물론 모든 화학분야에서 널리 사용되고 있다
빛이 시료를 통과하게 되면 시료에 의하여 빛이 흡수되기 때문에 빛의 강도는 약해진다. 시료용액을 통과한 빛의 양(transmittance, T)은 흡광물질이 존재하지 않았을 때의 빛의 강도( I0 )에 대한 흡광물질이 존재할 때의 빛의 강도(I), 즉 T=I/I0 로 표시되기 때문에 빛의 통과율은 항상 1보다 작으며 다음과 같이 %로 표시될 수 있다.
빛의 통과율은 시료의 농도와 특별한 상관관계를 나타내지 않지만 그 로그함수는 다음과 같이 시료의 농도와 일정한 상관관계를 나타낸다.
-log T=K×C
여기서 C는 시료 중의 흡광물질의 농도이고 K는 상수이다. 위의 식에서 -log T를 흡광도(absorbance,A) 라고 한다면 흡광도는 시료의 농도와 특별한 상관관계( A = K×C )를 지니게 되며 A = KC의 관계를 Beer's law라고 한다. 하지만 시료의 흡광도는 시료중의 흡광 물질의 농도에 의해서만 결정되지 않는 다. cuvette의 직경 또는 폭에 따라서 흡광도는 달라진다. 또한 흡광도는 물질 고유의 특성에 따라서도 달라지는데 이것을 몰 흡수계수(molar absorptivity)라고 하며 ε로 표시한다. 그러므로 Beer"s law는 다음과 같이 쓸 수 있다.
A = ε ×b×c
여기서 A는 흡광도, ε는 물질 고유의 흡광계수, b는 cuvette의 직경 또는 폭, c는 흡광물질의 농도를 말한다. 시료용액의 흡광도는 대조구(blank test)의 흡광도에 대한 비율이기 때문에 단위가 없으며 시료 중의 흡광물질의 농도와 정의 상관관계를 지닌다. 그러므로 표준용액의 농도에 대한 흡광도가 얻어지면 미지농도 시료의 농도를 계산할 수 있게 된다.

## 분광광도계
분광광도계는 크게 광원, 단색화 장치, 검출기로 구성되어 있다
광원에는 텅스텐 램프(320-2500nm영역의 복사선), 중수소 아크 램프(200-400nm영역의 자외선), 글로바(4000-200cm^(-1)의 적외선 복사선), 헬륨-네온 레이저(638nm), 레이저 다이오드(680-1550nm의 근적외선) 등이 있다
단색화 장치는 빛을 각성분 파장으로 분산시키고 좁은 띠의 파장을 선택하여 시료 또는 검출기로 보낸다
검출기는 광자가 검출기에 도달할 때의 전기 신호가 발생하는 원리를 이용하여 전류의 세기와 복사세기가 비례한다는 사실을 이용하여 흡광도를 측정한다
분광광도계의 종류는 크게 홑살형 분광광도계와 겹살형분광광도계가 있다
홑살형 분광광도계(single-beam spectrophotometer)의 분석원리는 광원에서 빛이 나와 단색화 장치에서 좁은 띠의 파장으로 분리되어 시료를 통과한 다음 검출기에서 측정하는 것이다
홑살형의 단점은 시료와 기준을 빛살에 번갈아 가며 바꾸어 놓아야 하기 때문에 불편하고 광원의 세기와 검출기 감응이 둘 다 변화를 일으켜 시간의 함수를 측정하는 반응 속도 실험에는 부적합하다
삼살형 분광광도계(double-beam spectrophotometer)는 회전 거울에 의해서 진행방향이 바뀌기 때문에 시료와 기준 큐벳에 빛이 교대로 지나간다 이때 빛살은 1초당 수회 분할되며, 회로는 투광도와 흡광도를 얻을 수 있도록 자동적으로 P(시료로부터 나오는 살의 조사도)와 p0(시료를 넣은 살의 조사도)를 비교한다 즉 두 시료를 통과한 빛의 세기가 연속적으로 비교되기 때문에 시간과 파장에 따른 광원의 세기나 또는 검출기 감응의 변화를 자동적으로 보정한다
삼살형의 단점은 홑살형보다 비싸다는 점이다
투광도 T=p/p0, 흡광도 A=log(p0/p)=-logT 이다
Beer의 법칙 A=ebC (e=몰흡광계수, b=셀의 두께(cm), C=용액의 농도(M))
Daniel C. Harris, <<분석화학>>, 자유아카데미, 2007, 468,469,523~528,534p 참조함

## 같이 보기
- 유도 결합 플라즈마 질량 분석기